# Boston Tea Party

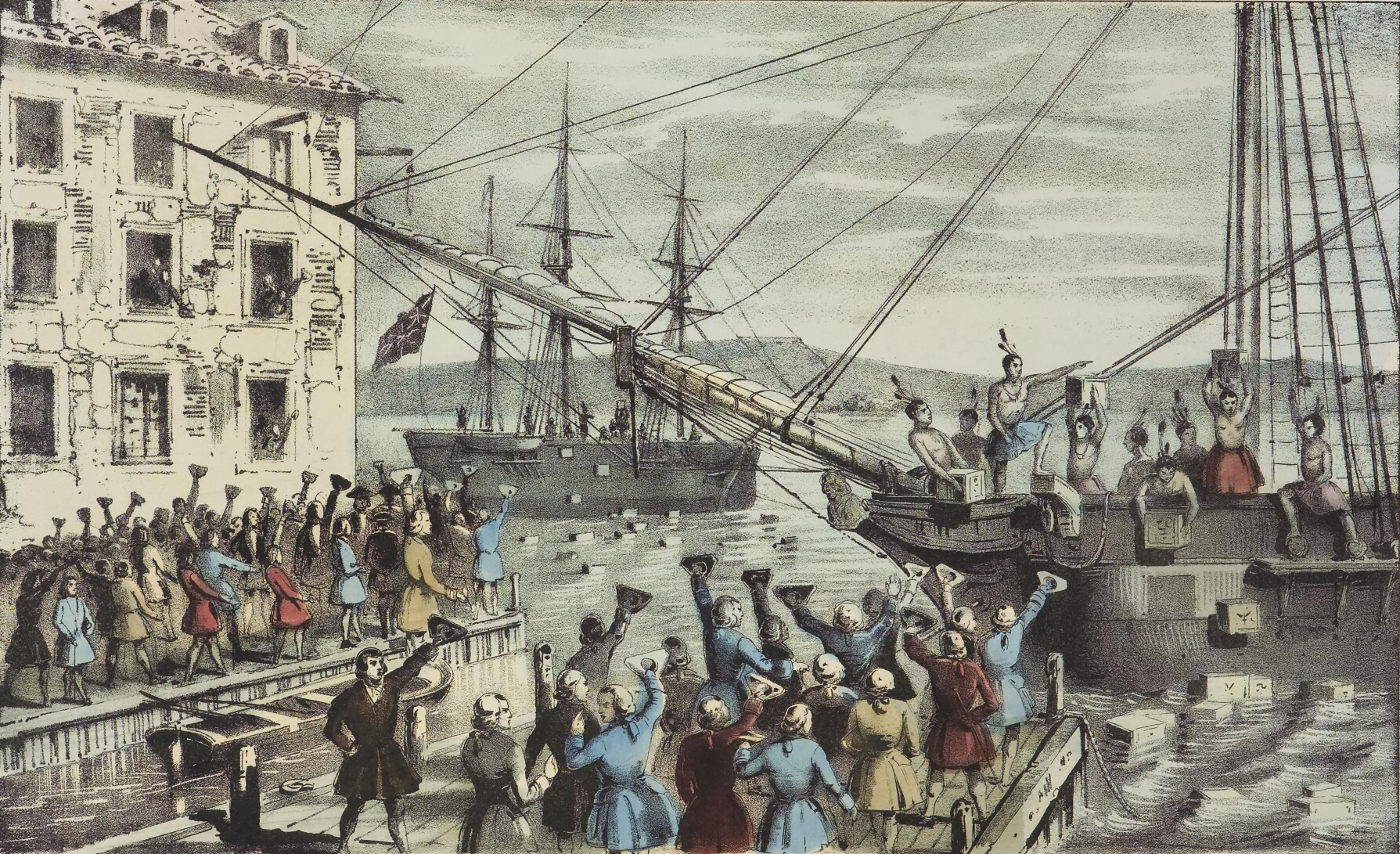
Die Vernichtung von Tee bei der Boston Tea Party, Lithografie von Sarony & Major, 1846

Boston Tea Party (veraltet auch Bostoner Teesturm) ist die Bezeichnung für einen Akt des Widerstandes gegen die britische Kolonialpolitik im Hafen der nordamerikanischen Stadt Boston am 16. Dezember 1773. An jenem Tag drangen symbolisch als Indianer verkleidete Bostoner Bürger in den Hafen ein und warfen drei Ladungen Tee (342 Kisten) der britischen East India Company von den vor Anker liegenden Schiffen ins Hafenbecken. Wer die verkleideten Teilnehmer tatsächlich waren, lässt sich kaum mehr rekonstruieren, doch bildeten sie wohl ein breites Spektrum der Bostoner Gesellschaft ab; auch einige Bauern aus den umliegenden Dörfern waren vermutlich darunter.

## Vorgeschichte

### Der Steuer- und Zollstreit
Die Boston Tea Party bildete den Höhepunkt eines lange schwelenden Streits zwischen den 13 nordamerikanischen Kolonien und dem Mutterland Großbritannien.
Der Siebenjährige Krieg in Europa (1756–1763), bzw. der Franzosen- und Indianerkrieg in Nordamerika (1754–1763), hatte die britische Staatskasse stark belastet. Die Schulden der Krone hatten sich in wenigen Jahren fast verdoppelt und lagen im Jahr 1763 bei 132 Millionen Pfund. Außerdem stiegen die Kosten, die die Kolonien direkt verursachten. Nach Kriegsende hatte der britische König Georg III. Kolonien und Indianergebiete durch seine Proklamation von 1763 trennen lassen. In der folgenden Zeit kam es dennoch immer wieder zu Konflikten, da die Siedler trotz Verbots weitere Gebiete am Ohio River, die zu den Indianergebieten gehörten, für sich in Anspruch nehmen wollten. Nur durch die Stationierung zusätzlicher Truppen konnte der Ausbruch einer kriegerischen Auseinandersetzung zwischen Siedlern und Indianern verhindert werden.
Angesichts der hohen Staatsschulden sah es das Parlament in London als gerechtfertigt an, dass die Kolonisten zumindest einen Teil des Unterhalts der zu ihrem Schutz entsandten Truppen trugen. Die für diesen Zweck erlassenen Gesetze wie der Sugar Act (Zuckergesetz) von 1764 oder der Stamp Act (Stempelgesetz) von 1765 bedeuteten eine eher milde Besteuerung der Kolonisten, die deutlich unter der Durchschnittsbelastung der Untertanen im Mutterland lag. Dort war die Steuerbelastung fast fünfzigfach höher.
Trotzdem stießen die steuerpolitischen Maßnahmen auf zum Teil erbitterten Widerstand in Nordamerika. Die Kolonisten waren als britische Bürger zwar wahlberechtigt, konnten dieses Recht wegen der großen Distanz aber nicht ausüben. Führende Vertreter der Kolonien argumentierten daher, das Londoner Parlament könne keine direkten Steuern in Nordamerika erheben, wenn die Kolonisten praktisch nicht vertreten seien. Diese Haltung fasste man mit dem Slogan „keine Besteuerung ohne Repräsentation“ („no taxation without representation“) zusammen. Britische Staatsrechtler widersprachen mit der These, die Repräsentation der Kolonien erfolge indirekt über die im Parlament vertretenen Körperschaften wie Adel, Städte, Geistlichkeit und einfaches Volk.
Aus diesen beiden Positionen ergab sich ein ernsthafter staatsrechtlicher Konflikt, bei dem das individuelle Verständnis von Repräsentation, das in den Kolonien dominierte, mit den korporativen Vorstellungen in Großbritannien aufeinander prallte. Das implizierte jedoch noch keinen Bruch der Kolonien mit dem Mutterland. Die Kolonisten begriffen sich im Gegenteil weiterhin als britische Bürger, die sich auf überkommene Freiheitsrechte berufen konnten, wie sie sich in der englischen Rechtstradition mit ungeschriebener Verfassung entwickelt hatten. Bis zur Eskalation der Krise mit dem Mutterland in den Jahren 1775/1776 kamen Forderungen nach Unabhängigkeit von Großbritannien, und nach Einrichtung einer eigenen Rechtsordnung, nur vereinzelt auf.
Das britische Parlament erkannte die Haltung der Kolonien nicht an und bestand auf seinem souveränen Besteuerungsrecht. Trotzdem bemühte sich Finanzminister Charles Townshend schließlich um eine Entschärfung des Konflikts. Die direkten Steuern – die bekannteste davon die Stempelsteuer – wurden wieder aufgehoben und durch eine „äußere Besteuerung“ über Zölle ersetzt. Durch den Townshend Act wurden ab dem 29. Juni 1767 Zölle auf die Einfuhr von Leder, Papier und Tee in Nordamerika gelegt.
Die Kolonisten reagierten heftig auf diese Maßnahmen. Eine Gruppe zum Widerstand bereiter Männer, die sich Sons of Liberty nannte, rief zu Boykotten auf. Am 5. März 1770 kam es in Boston zu einem blutigen Zusammenstoß von Kolonisten mit britischen Ordnungstruppen, die in der Stadt stationiert worden waren, um die Eintreibung der Townshend-Zölle zu garantieren. Bei dem als Massaker von Boston bekannt gewordenen Ereignis starben fünf Menschen.
Rein fiskalisch waren die nordamerikanischen Importzölle von Beginn an wenig sinnvoll. In London kalkulierte man, dass lediglich der Teezoll Einkünfte in nennenswertem Umfang abwerfen würde. Selbst das erwies sich als Milchmädchenrechnung, weil der Absatz britischen Tees in Nordamerika wegen der resultierenden Boykotte und des Schmuggels von Tee von den niederländischen Antillen stark zurückging. Die britische Ostindiengesellschaft, die ein Monopol für den Handel mit den Kolonien besaß, importierte nun weniger Tee nach Großbritannien, wo die Ware in Londoner Lagerhäusern zur späteren Umschiffung in die Kolonien zwischengelagert wurde. Dadurch entgingen der Krone in erheblichem Umfang Einkünfte aus britischen Importzöllen, die sogar höher als die Townshend-Zölle waren. Im Saldo ergab sich daraus ein Einnahmeverlust für den Fiskus, der die Finanzmisere noch verstärkte.
Unter dem neuen Premierminister Lord North wurden die nordamerikanischen Importzölle im Jahr 1770 größtenteils wieder abgeschafft. Ausgenommen davon war der Teezoll. Das belegt, dass es auch der britischen Regierung in dieser Frage inzwischen weniger um eine Verbesserung der Etatlage als ums Prinzip ging. Während die Boykotte der anderen Waren praktisch wieder endeten, kauften die Kolonisten weiterhin vornehmlich geschmuggelten niederländischen Tee.

### Der Tea Act vom 10. Mai 1773
Der weitgehende Wegfall des nordamerikanischen Marktes brachte die East India Company bald in Bedrängnis. Unverkaufter Tee verrottete tonnenweise in ihren Londoner Lagerhäusern. Die britische Regierung konnte sich den drohenden Bankrott der Gesellschaft jedoch nicht leisten, auch weil diese aus eigenen Ressourcen die britischen Kolonialtruppen in Indien (Madras Army, Bengal Army und Bombay Army) unterhielt.
Um den Ruin der East India Company abzuwenden, beschloss das britische Parlament im Mai 1773 auf Betreiben von Premierminister Lord North den Tea Act. Er bezweckte ein Absenken des Endpreises, was den Verkauf von Tee in den Kolonien wieder stimulieren und so den Profit der Ostindiengesellschaft erhöhen sollte. Kurioserweise konnte man sich zum Erreichen dieses Ziels jedoch nicht auf den simpelsten Weg einigen, nämlich eine Aufhebung der nordamerikanischen Importzölle, die die eigentlichen Auslöser der Misere waren. Stattdessen wurden die von der Ostindiengesellschaft beim Import nach Großbritannien zu entrichtenden Zölle beseitigt. Außerdem erhielt die Gesellschaft nun größere Autonomie bei der Abwicklung ihres Handels und konnte beispielsweise auf amerikanische Zwischenhändler beim Absatz ihres Tees verzichten.
Im Verhältnis zu den nordamerikanischen Kolonien führte der Tea Act zu einer entscheidenden Eskalation. Die Ostindiengesellschaft wäre jetzt in der Lage gewesen, den Endpreis des weiterhin mit den nordamerikanischen Importzöllen belasteten Tees so stark zu senken, dass dieser in den Kolonien sogar billiger hätte verkauft werden können als der weit verbreitete niederländische Schmuggel-Tee.
Die Kolonisten erkannten im Tea Act einen Versuch der britischen Regierung, die Boykottbewegung gegen die als unberechtigt angesehenen Zölle zu unterlaufen und einen Keil zwischen die eher von prinzipiellen und die eher von ökonomischen Überlegungen geleiteten Kolonisten zu treiben. Außerdem sahen einflussreiche nordamerikanische Zwischenhändler ihre Interessen verletzt. Die im Tea Act verankerte Möglichkeit des direkten Endverkaufs durch die Ostindiengesellschaft hätte den Zwischenhandel überflüssig gemacht. Es zeichnete sich ab, dass die Gesellschaft auch in den nordamerikanischen Kolonien ein Handelsmonopol errichten werde. Schließlich befürchteten die Kolonisten, erwartete Mehreinnahmen der Krone durch die Importsteuern könnten zur Finanzierung von Institutionen der königlichen Gouverneure herangezogen werden. Dadurch schien wiederum die Selbstregierung der Kolonisten durch die eigenen parlamentarischen Versammlungen bedroht.
Die Interessen der amerikanischen Teeimporteure und -händler einerseits und der Sons of Liberty andererseits fielen nun zusammen. Beide Gruppen beschlossen, Landung und Verkauf des verbilligten Tees der Ostindiengesellschaft unter allen Umständen zu verhindern. Einen ersten Schritt hierbei stellten zwischen den Kolonien koordinierte Appelle an die Kapitäne von Lotsenschiffen dar, mit britischem Tee beladene Schiffe nicht mehr in die Häfen zu navigieren. Diese Appelle waren größtenteils erfolgreich.

## Der Ablauf derBoston Tea Party

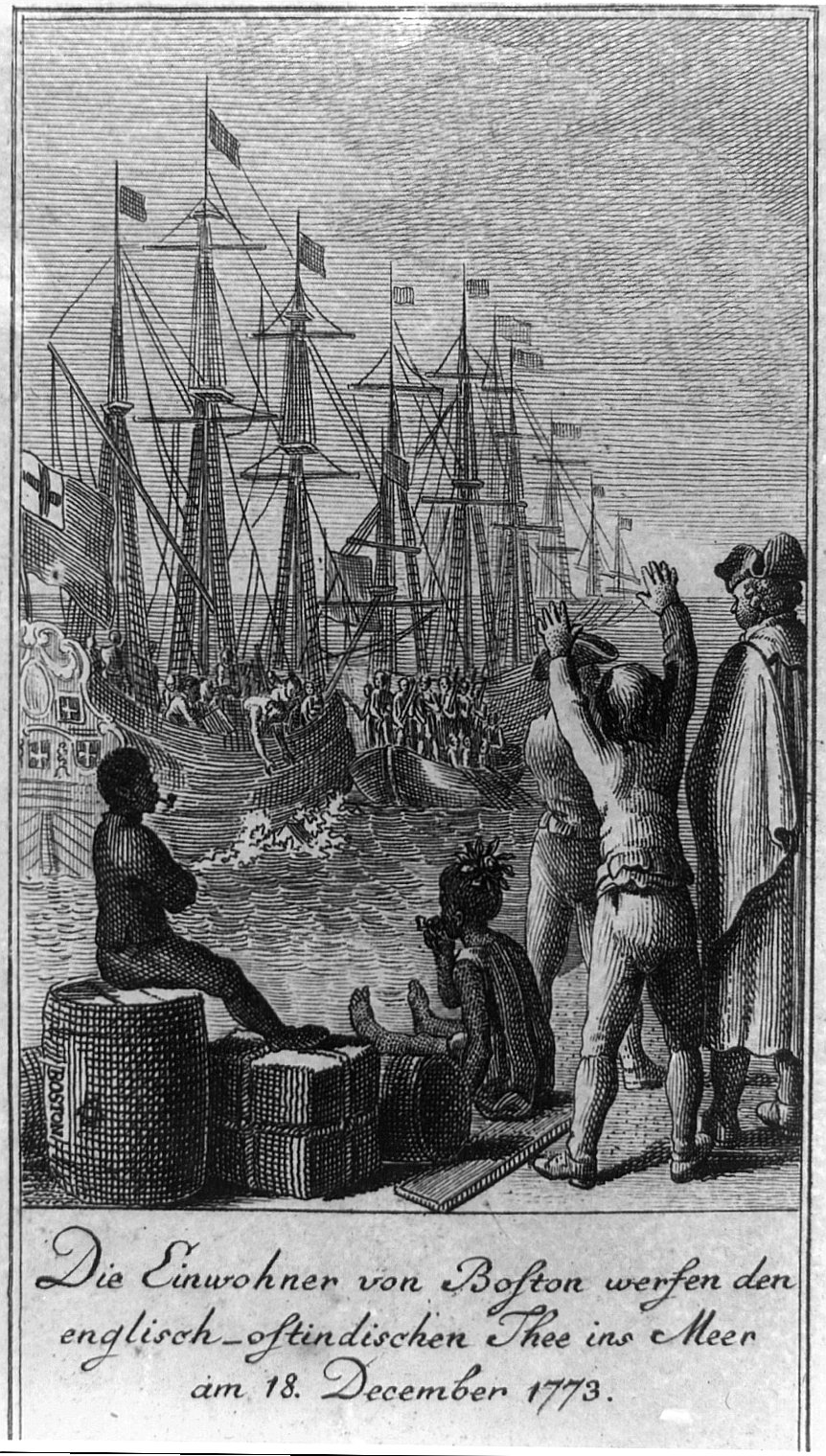
Kupferstich von Daniel Chodowiecki (Vorlage) und Daniel Berger (Graveur) 1784, mit Darstellung der Boston Tea Party. Die Bildunterschrift (mit falscher Datierung) besagt: Die Einwohner von Boston werfen den englisch-ostindischen Thee ins Meer am 18. December 1773.

Eine besondere Situation ergab sich in Boston, wo am 28. November 1773 die Dartmouth vor Anker ging. Sie war das erste von vier mit billigem Tee beladenen Schiffen, die die Ostindiengesellschaft nach Massachusetts entsandt hatte. Bostoner Gegner der Krone wie John Hancock, der selbst beträchtlich am Schmuggel mit niederländischem Tee verdiente, und Samuel Adams waren entschlossen, die Entladung des Tees unter allen Umständen zu verhindern. Dabei setzten sie auch auf Drohungen gegen Kapitän, Besatzung und Hafenarbeiter.
Gouverneur Thomas Hutchinson erklärte, die Dartmouth unterliege seit dem Einlaufen im Hafen der Jurisdiktion des Bostoner Zollamtes. Er verbot Kapitän Francis Rotch, dem als Miteigentümer des Schiffes an einer friedlichen Lösung des Konflikts gelegen war, das Wiederauslaufen des Frachters ohne Zahlung der angefallenen Importzölle. Hutchinson wies die Royal Navy an, die Dartmouth notfalls gewaltsam daran zu hindern, den Hafen zu verlassen. Außerdem kündigte er an, den Tee zwangsweise löschen und verkaufen zu lassen, falls die Abgaben nicht innerhalb einer Frist von drei Wochen entrichtet würden. Bei Hutchinsons strikter Position spielten auch private Motive eine Rolle, denn zwei seiner Söhne hatten als Agenten der Ostindiengesellschaft ein geschäftliches Interesse am Verkauf des Tees.
Die Lage eskalierte am Abend des 16. Dezember 1773 kurz vor Ablauf von Hutchinsons Ultimatum. Bei einer Versammlung der Sons of Liberty im Old South Meeting House feuerte Samuel Adams die Anwesenden mit dem Hinweis an, dass in wenigen Stunden die Entladung des Tees von der Dartmouth anstehe. Die Versammlung entsandte daraufhin Kapitän Rotch mit einer letzten Petition zu Gouverneur Hutchinson. Darin wurde die Forderung wiederholt, der Dartmouth und den zwei zwischenzeitlich angekommenen Schiffen Eleanor und Beaver das Wiederauslaufen ohne Entladung des Tees und Zahlung der Zölle zu ermöglichen. Hutchinson wies die Petition zurück.
Als Rotch dies den im Meeting House versammelten Menschen mitteilte, liefen etwa 50 Teilnehmer des Treffens unter Kriegsgeschrei zum Hafen. Die Mehrzahl von ihnen hatte sich aus Protest gegen die Kolonialregierung als Mohawk-Indianer „verkleidet“. Am Hafen angekommen, stürmten die Männer in drei Gruppen die Schiffe und kippten die gesamte Ladung von immerhin 45 Tonnen Tee ins Wasser. Die mehrstündige spektakuläre Aktion lief gewaltfrei ab. Tausende Zuschauer sahen dem nächtlichen Treiben vom Ufer aus zu, ohne einzugreifen. Obwohl sie das Vorgehen der „Mohawks“ unterstützten, gab es nur wenige Anfeuerungsrufe. Versuche einzelner Anwesender, sich unter die Männer auf den Schiffen zu mischen und dort Teeblätter für den privaten Konsum in die Taschen zu stecken, wurden unterbunden.
Am Ende der Aktion säuberten die Männer die Schiffe und entschuldigten sich bei den Hafenwachen für ein aufgebrochenes Schloss. Der insgesamt äußerst disziplinierte Ablauf spricht für dessen sorgfältige Planung. Tatsächlich war eine Zerstörung des Tees bereits bei den in den Wochen zuvor abgehaltenen Bürgerversammlungen mehrmals aus der Menge heraus angeregt worden. Jedoch hatte sich anfänglich nur einer der führenden Männer der Sons of Liberty die Forderung zu eigen gemacht.
John Adams vermerkt zu den Ereignissen des 16. Dezember 1773 in seinem Tagebuch:

„Gestern Abend wurden drei Ladungen Bohea-Tee ins Meer geschüttet. Heute Morgen segelte ein Kriegsschiff los.
Dies ist die bisher großartigste Maßnahme. Dieses letzte Unternehmen der Patrioten hat eine Würde […], die ich bewundere. Das Volk sollte sich nie erheben, ohne etwas Erinnerungswürdiges zu tun – etwas Beachtenswertes und Aufsehen Erregendes. Die Vernichtung des Tees ist eine so kühne, entschlossene, furchtlose und kompromisslose Tat, und sie wird notwendigerweise so wichtige und dauerhafte Konsequenzen haben, dass ich sie als epochemachendes Ereignis betrachten muss.“

Der Sekretär der St. Andrews Lodge, der in der Green Dragon Tavern arbeitete, gab am Abend des 16. Dezember 1773 zu Protokoll, die Loge habe ihre Versammlung auf den nächsten Abend vertagt, und schrieb als Begründung über die gesamte Seite ein großes „T“.

## Die Bedeutung der Indianer-Verkleidung
Historiker haben lange Zeit versäumt, eine überzeugende Antwort auf die Frage zu geben, warum für den Protest bei der „Boston Tea Party“ die Verkleidung als Indianer gewählt worden war. Traditionell wurde angenommen, dass die Identität der an der Aktion beteiligten Personen verschleiert werden sollte oder man gar den Mohawks die Schuld in die Schuhe schieben wollte. Die Verkleidung war jedoch überwiegend symbolischer Art und bestand hauptsächlich aus einer an den Hut gesteckten Feder, einem schwarz gemalten Gesicht, einem einfachen Überwurf und einem zum „Tomahawk“ umdeklarierten Beil, das man mitschleppte. Einige der Beteiligten waren sogar überhaupt nicht verkleidet. Zeitgenössische und spätere Illustrationen, die den Männern ein vollständig „indianisches“ Aussehen samt nacktem Oberkörper und Lendenschurz andichten, sind insofern kein hinreichender Beweis (nicht zuletzt weil die Boston Tea Party in einer kalten Dezembernacht stattfand). Abgesehen von ihrem Erscheinungsbild unterstrichen die Teilnehmer ihr „Indianertum“ dadurch, dass sie sich untereinander in einem pseudoindianischen Pidgin-Englisch verständigten.
Jüngere Arbeiten verweisen auf plausiblere Hintergründe der Maskerade: Als Opfer einer scharfen Repression durch die britischen Behörden und die Armee (an welcher die Kolonisten freilich in vollem Umfange teilgenommen hatten) standen die Indianer nach diesen Darstellungen bereits seit Beginn der Protestbewegung in den 1760er Jahren für die Unterdrückung der Kolonien durch das britische Parlament und die Regierung seiner Majestät. Gleichzeitig symbolisierten sie eine sich neu entwickelnde amerikanische Identität, die sich von den europäischen Ursprüngen abgrenzte und insbesondere eine Freiheit von überkommenen Gesetzen und Standesgrenzen beinhaltete.
Im Bostoner Fall kam das Element einer entschiedenen Widerstandshaltung mit asymmetrischer Kriegführung hinzu, bei welcher der „Underdog“ jedoch am Ende die Oberhand behalten sollte. Im Zusammenhang mit den Protesten gegen die britischen Zölle gab es allerdings noch eine spezielle Assoziation der Indianer mit Tee: Boykottbefürworter hatten seit mehreren Jahren als Alternative zu Importen der Ostindiengesellschaft einen Tee propagiert, der aus einer in Neuengland wachsenden Porst-Art gebrüht wurde und diesen dabei als einzig echten „Indian tea“ (bedeutet im Englischen sowohl „indischer Tee“ wie auch „Indianer-Tee“) bezeichnet.
Die Verkleidung bei der Boston Tea Party war nur der berühmteste Fall einer in der amerikanischen Revolutionszeit und der späteren Nationalgeschichte immer wieder anzutreffenden Praxis der Verknüpfung der Freiheitsideale mit dem Symbol des Indianers. Der Historiker Philip J. Deloria resümiert: „Das Ausspielen eines indianischen Amerikanertums gewährte eine wirkungsmächtige Grundlage für nachfolgendes Bestreben um eine nationale Identität. […] ‚Indianerspiel‘ ist eine dauerhafte Tradition in der amerikanischen Kultur geworden, die sich vom Moment des nationalen Urknalls bis zur sich beständig ausdehnenden Gegenwart und Zukunft fortsetzt.“

## Folgen und Rezeption
In den Monaten nach der Boston Tea Party kam es in den nordamerikanischen Kolonien zu einer Reihe weiterer Aktionen gegen vermeintliche Vertreiber britischen Tees. Wiederholt wurden Wanderhändler gezwungen, ihre Waren zu verbrennen. In Weston, Massachusetts, wurde ein Wirtshaus von einem Trupp als Indianer verkleideter Bürger demoliert, nachdem das Gerücht umgegangen war, der Besitzer verkaufe Bohea-Tee der Ostindiengesellschaft. In größeren Städten versammelten sich Bürger, um ihre privaten Teevorräte öffentlich auf Scheiterhaufen zu verbrennen. Dabei legten sie Schwüre gegen einen weiteren Konsum des Getränks ab. In Zeitungen erschienen Artikel, in denen behauptet wurde, Bohea-Tee sei abträglich für die Gesundheit. Der offizielle, also zollrelevante Import von Tee in die amerikanischen Kolonien fiel vom bereits niedrigen Niveau des Jahres 1773 in den folgenden zwölf Monaten um über 90 %.
Die Provokation der Tea Parties und der anderen Widerstandsaktionen wollte sich die britische Regierung nicht bieten lassen. Premierminister Lord North erklärte, nur „neuengländische Fanatiker“ könnten sich einbilden, von verbilligtem Tee unterdrückt zu werden. Im Parlament in London kam die Forderung nach einer Strafaktion gegen Boston auf; sogar die Zerstörung der Stadt wurde vorgeschlagen. Edmund Burke, der bedeutende Staatstheoretiker und Debattenredner, stand isoliert mit seinem Appell zur Mäßigung und der Forderung nach dem Zugeständnis an die Kolonien, sich selbst besteuern zu dürfen.
Die Regierung von Lord North erhob eine Reihe von Gesetzen, die unter dem Namen Intolerable Acts bekannt wurden. Diese beinhalteten die Schließung des Hafens von Boston ab dem 1. Juni 1774 und die Einschränkung der Freiheiten der Kolonien, insbesondere diejenigen von Massachusetts. Die Vertreter aus zwölf Kolonien trafen sich daraufhin vom 5. September bis zum 26. Oktober 1774 in Philadelphia zum ersten Kontinentalkongress. Dieser empfahl, eine eigene Miliz, die Kontinentalarmee, zu bilden und ökonomische Sanktionen gegen Großbritannien zu verhängen. Die weitere Eskalation des Konfliktes führte ab April 1775 zum Ausbruch des Amerikanischen Unabhängigkeitskrieges.
Die „Boston Tea Party“ ist auch Thema des Romans Johnny Tremain. Ein Roman für Alt und Jung (Johnny Tremain. A Novel for Old and Young) von Esther Forbes, der 1957 von Robert Stevenson für Walt Disney verfilmt wurde.
Der Musiker Alex Harvey widmete dem Ereignis einen Song, der 1976 in den britischen Top 15 verzeichnet war.
Die konservative US-amerikanische Tea-Party-Bewegung, die sich unter anderem gegen Steuererhöhungen einsetzt, hat sich ebenfalls nach der Boston Tea Party benannt.

## Boston Tea Time
Drei Jahre nach der Boston Tea Party 1773 etablierte sich der Brauch, am Nachmittag des 16. Dezembers eine Teestunde, die Boston Tea Time, abzuhalten. Aufgrund der Unabhängigkeitserklärung der Vereinigten Staaten am 4. Juli 1776 gewann die Bevölkerung eine neue amerikanische Identität. In ihrem neuen Selbstbewusstsein karikieren sie die britische Lebensart. Besonders dem Nachmittagstee, der nach bestimmten Regeln abläuft, wird in Großbritannien eine große Bedeutung beigemessen. Diese britische Teekultur wird von den Bewohnern Bostons jährlich spöttisch imitiert. Im letzten Jahrhundert wurde der Brauch aber immer weniger praktiziert und verliert allmählich an Bedeutung.